# Turbinoptes strandtmanni
Turbinoptes strandtmanni är en spindeldjursart som beskrevs av Daniel Alexander Boyd 1949. Turbinoptes strandtmanni ingår i släktet Turbinoptes och familjen Turbinoptidae. Inga underarter finns listade i Catalogue of Life.